# Макмэхон, Уильям
Сэр Уильям Макмэхон (23 февраля 1908 — 31 марта 1988) — австралийский политик, двадцатый премьер-министр страны.

## Биография
Первый из трёх детей В. Д. Макмэхона. Его мать, Мэри Эллен Уолдер, умерла, когда Уильяму было 4 года. Воспитанием ребёнка занимался дядя, Самуэл Уолдер, который одно время был мэром Сиднея. После школы Макмэхон поступил в Сиднейский университет, в котором изучал экономику и право.
Работал солиситором в юридической фирме. В 1939 году был призван в армию и к окончанию Второй мировой войны дослужился до майора.
В 1965 году Макмэхон женился на Соне Хопкинс. У них родилось трое детей (один из них — актёр Джулиан Макмэхон).

## Политическая карьера
С 1949 по 1982 год был депутатом парламента Австралии, представляя либеральную партию и округ Лоуи (англ. Lowe) в Сиднее. В разное время руководил морским и воздушным ведомствами, был министром социальных услуг, министром труда и национальных услуг, казначеем и министром внешних дел (иностранных дел). Он работал под руководством Роберта Мензиса, Гарольда Холта и Джона Гортона.
В 1966 году стал вторым человеком в либеральной партии после Холта. Он был одним из возможных преемников Холта после исчезновения последнего, однако Джон Макьюэн заявил, что его аграрная партия не будет работать с правительством Макмэхона. В результате в январе 1968 года премьер-министром стал Джон Гортон.
В марте 1971 года стал премьер-министром Австралии. Основными вопросами внешней политики в это время было отсутствие дипломатических отношений с Китаем и продолжающееся участие в войне во Вьетнаме, которая вызывала протесты в стране. Правительство Макмэхона отказалось признать коммунистический режим в Китае. В октябре 1971 года Макмэхон посетил с визитом США, где встречался с Ричардом Никсоном. 18 августа 1972 года он объявил о начале вывода войск из Вьетнама.
Среди социальных изменений во время правления Макмэхона — открытие сетей ресторанов быстрого обслуживания Pizza Hut и Макдоналдс в 1971 году, формирование женского выборного лобби (англ. Women's Electoral Lobby), которое было недовольно низкой ролью женщин в политике, а также первый юридический офис для аборигенов.